# Fraueneishockey-Bundesliga 2011/12
Die Saison 2011/12 war die 24. Austragung der Fraueneishockey-Bundesliga in Deutschland. Die Ligadurchführung erfolgt durch den Deutschen Eishockey-Bund.

## Vor der Saison
Der Meister der 2. Liga Nord – Ratinger Ice Aliens – und der Meister der Landesliga Bayern, der ESC Höchstadt, verzichteten im Gegensatz zum Meister der Eishockey-Baden-Württemberg-Liga, der ESG Esslingen, auf einen Aufstieg. Nach dem Abstieg der Mannschaft von Grefrather EC 2001 und dem freiwilligen Rückzug der Mannschaft der Kurpfalz Ladies, gaben nur noch sechs Teilnehmer eine Meldung für die Liga ab.

## Modus
Wie in der Vorsaison spielten die Bundesliga-Vereine eine Doppelrunde aus. Der Sieger der Doppelrunde war der Deutsche Meister.

### Aufsteiger
Der Meister der 2. Liga Nord sowie der Sieger aus den Relegationsspielen Bayern/Baden-Württemberg konnten ebenfalls aufsteigen. Als Sollstärke ist für die Bundesliga weiterhin 12 Vereine vorgesehen.

### Punkteregelung
Die Regelung wurde beibehalten, dass
- bei einem Sieg in der Regulären Spielzeit der Sieger drei Punkte; der Verlierer gar keinen Punkt
- bei einem Unentschieden nach der regulären Spielzeit der Sieger, der in einem Penaltyschießen ermittelt wird, zwei Punkte und der Verlierer einen Punkt erhält.

## Meisterschaft

### Teilnehmende Mannschaften
- EC Bergkamen
- OSC Berlin
- ESG Esslingen (neu)
- ECDC Memmingen
- ESC Planegg/Würmtal
- SC Garmisch-Partenkirchen

### Kreuztabelle
| Hinrunde | Hinrunde | Hinrunde | Hinrunde              | Hinrunde | Hinrunde | Bundesliga 2011/12        | Rückrunde | Rückrunde | Rückrunde | Rückrunde             | Rückrunde | Rückrunde |
| -------- | -------- | -------- | --------------------- | -------- | -------- | ------------------------- | --------- | --------- | --------- | --------------------- | --------- | --------- |
|          |          |          | Datei:OSC Berlin Logo |          |          | Verein                    |           |           |           | Datei:OSC Berlin Logo |           |           |
|          | 4:1      | 6:0      | 2:4                   | 6:0      | 7:0      | ESC Planegg/Würmtal       |           | 3:2       | 9:0       | 4:3                   | 8:1       | 15:0      |
| 4:3      |          | 2:0      | 4:0                   | 5:0      | 9:1      | ECDC Memmingen            | 0:1P      |           | 3:0       | 6:4                   | 10:2      | 10:0      |
| 1:3      | 2:5      |          | 2:6                   | 2:0      | 8:0      | EC Bergkamen              | 3:2       | 3:2       |           | 5:0                   | 5:0       | 8:0       |
| 2:5      | 2:6      | 4:5P     |                       | 2:3      | 8:1      | OSC Berlin                | 3:9       | 0:2       | 1:7       |                       | 3:1       | 7:1       |
| 0:6      | 3:4      | 0:1P     | 3:4P                  |          | 3:2      | SC Garmisch-Partenkirchen | 0:3       | 0:1       | 1:0       | 5:2                   |           | 2:1       |
| 0:8      | 0:8      | 1:4      | 1:9                   | 0:1      |          | ESG Esslingen             | 1:9       | 0:7       | 0:7       | 3:6                   | 2:3P      |           |

## Endstand
| Pl.          |                           | Sp | S  | OTS | OTN | N  | Tore  | Punkte |
| Gold Medal   | ESC Planegg/Würmtal       | 20 | 17 | 1   | 0   | 2  | 53:7  | 113:25 |
| Silver Medal | ECDC Memmingen            | 20 | 16 | 0   | 1   | 3  | 49:11 | 91:28  |
| Bronze Medal | EC Bergkamen              | 20 | 10 | 2   | 0   | 8  | 34:26 | 62:45  |
| 4.           | OSC Berlin                | 20 | 7  | 1   | 1   | 11 | 24:36 | 70:74  |
| 5.           | SC Garmisch-Partenkirchen | 20 | 6  | 1   | 2   | 12 | 22:38 | 28:67  |
| 6.           | ESG Esslingen             | 20 | 0  | 1   | 0   | 20 | 2:58  | 14:139 |

## Meisterkader des ESC Planegg
| Deutscher Meister ESC Planegg | Tor: Lena Schuster, Susanne Seeßle Abwehr: Anna-Maria Fiegert, Jessica Hammerl, Elena König, Ronja Richter, Yvonne Rothemund, Jennifer Schuster, Ines Strohmair Angriff: Manuela Anwander, Monika Bittner, Bettina Evers, Bernadette Karpf, Sophie Kratzer, Tamara Lan Yee Chiu, Kathrin Lehmann, Monika Pink, Lisa Schuster, Kerstin Spielberger, Julia Zorn Trainerstab: Michael Lehmann, Michael Elmer |